# 本多忠将
本多 忠将（ほんだ ただまさ）は、江戸時代前期の大身旗本。三河西端領の第2代領主。西端藩本多彦八郎家2代。
寛永3年（1626年）、初代領主・本多忠相の長男として生まれる。寛永10年（1634年）、弟の忠良とともに将軍・徳川家光に拝謁する。このとき、忠良は旗本・中西元朝の養子となっていたが、家督相続前に死去した。代わって、中西孝元が元朝の養子となった。後に忠将の娘の一人が、忠良の養女となって孝元に嫁いだ。万治元年（1658年）閏12月27日に従五位下・対馬守に叙位・任官する。寛文12年（1672年）、父の隠居により家督を継いで第2代領主となる。
延宝2年（1674年）、書院番頭に任じられた。天和2年（1682年）には父の代からの領地に上野国新田郡・下野国安蘇郡において1000石を加増され、合計9000石を領する。貞享3年（1682年）に職を辞任している。
元禄5年（1692年）11月11日に死去。享年67。長男の忠能が家督を継いだ。